# 唐彬森
唐彬森（1982年—）是一位中国企业家。

## 生平
1982年出生于安徽合肥，毕业于北京航空航天大学。2004年岁获得国际程序设计大赛金奖，后创办智明星通，2008年推出开心农民等游戏，开心农民被认为是山寨开心农场。2014年智明星通被中文传媒以26.6亿价格收购。2016年创立元气森林。2020年6月11日辞任智明星通首席执行官。